# Nemzeti Bajnokság II 1907-1908
Liga a doua maghiară sau Nemzeti Bajnokság II, este a doilea eșalon al fotbalului din țara vecină. Nemzeti Bajnokság II 1907-1908 sau sezonul 1907-1908 al ligii a doua maghiare, a fost al 8-lea sezon al nivelului a doilea al fotbalului din Regatul Maghiar care a cuprins pe atunci și Slovacia, și o parte a Serbiei(Voivodina) și României(Banat, Crișana, Maramureș și Transilvania). A fost primul sezon când au participat și echipe din afara Budapestei.

## Istoric
Datorită muncii ample organizatorice și de susținere a MLSz(federației de fotbal maghiare), patru din cele șase districte rurale înființate în 1904 vor începe în sfârșit luptele de campionat în toamna anului 1907. Astfel liga a doua a cuprins o ligă urbană și 4 ligi rurale sau provinciale. 
Primele meciuri de ligă raională vor avea loc pe 13 octombrie 1907, aproape simultan. În nord, Clubul Atletic Košice câștigă cu 7: 0 împotriva Asociației de Antrenament al Muncitorilor Košice, în timp ce la Győr, Divizia Turneului Înțelegere învinge Asociația de Fotbal Bratislava-Újváros cu 8: 2 în lupta pentru Campionatul Districtului de Vest. Runda de toamnă se va finaliza în aceste două raioane, dar nu vor începe în raioanele de sud și est (ardeal)! MLS a lăsat la latitudinea asociațiilor de nominalizare să aleagă locul și ora întâlnirilor, dar acestea nu au putut exercita o libertate excesivă. În cele din urmă, în primăvară, un fel de secvență s-a dezvoltat peste tot - uneori cu intervenție federală.
Pe lângă echipele de mai sus, au existat multe alte asociații care au avut evoluții meritorii în meciuri cu echipe din Europa(Clubul de fotbal Sopron, Clubul de atletism Szeged, Asociația de gimnastică Debrecen, Asociația sportivă Zólyom, Asociația sportivă Vác etc.). Absența lor de la turneu poate fi urmărită din dificultățile de călătorie ale vremii și frica de posibile eșecuri.
MLS - deși a făcut ca plecarea a minim trei echipe pe raion o condiție - a încercat să nu fie conștientă de eșecuri, uneori nici măcar de start. Federația a dat dovada de tact când a închis ochii la nereguli minore pentru a începe campionatele rurale și nu a insistat rigid asupra unui anunț de campionat.

## Districtul de Sud
Meciurile în acest district au început abia în aprilie 1908, după ce comitetul de conducere rurală, sătul de multe amânări, a stabilit datele meciurilor. CA Bacska Subotica a solicitat în continuare o amânare, iar după ce aceasta a fost refuzată, s-a retras. La turneu a participat doar două cluburi...
| Poz | Echipă               | Pld | W | D | L | GF | GA | GD | Pct |
| --- | -------------------- | --- | - | - | - | -- | -- | -- | --- |
| 1   | CA Kaposvár          | 4   | 3 | 1 | 0 | 5  | 4  | +1 | 7   |
| 2   | Monori SE 1          | 4   | 2 | 1 | 1 | 4  | 5  | -1 | 5   |
| 3   | Bacska Subotica AC 2 | 4   | 0 | 0 | 4 | 0  | 0  | 0  | 0   |

1 Nu a început în liga de anul următor, invocând distanțe lungi.
2 S-a retras după tragere la sorți.
Membrii echipei care a câștigat campionatul: Endre Betnár, Lajos Betnár, József Kálmán, János Krizsovics, Henrik László, Lajos Péter, Jenő Oszmann, Dr. Imre Simon.

## Districtul de Est
Cluburile fondatoare în acest district au fost Academia Comercială Cluj - KASK, Club Atletic Cluj - KAK și CS Feroviar Cluj - KVSK. Primul meci al CFR-ului din istorie a fost pierdut cu 25-0 împotriva Academia Comercială Cluj, meci pierdut la o diferență record neegalată până azi.
| Poz | Echipă                          | Pld | W | D | L | GF | GA | GD  | Pct |
| --- | ------------------------------- | --- | - | - | - | -- | -- | --- | --- |
| 1   | Academia Comercială Cluj - KASK | 4   | 3 | 0 | 1 | 38 | 6  | +32 | 6   |
| 2   | Cluj AC - KAK                   | 4   | 3 | 0 | 1 | 16 | 5  | +11 | 6   |
| 3   | CS Feroviar Cluj - KVSK         | 4   | 0 | 0 | 4 | 2  | 45 | -43 | 0   |

Membrii echipei care a câștigat campionatul sunt: Gyula Brunhuber, Gyula Daumé, József Fejér, Tivadar Gajzágó, Pál Héczey, Ernő Holecsek, Róbert Kuntner, István Nászta, Jenő Strauch, Manó Voith.

## Cea mai bună echipă rurală
Nici echipele rurale nu au jucat anul acesta pentru titlul de „Cea mai bună echipă rurală” sau „Echipă campioană a ligii a doua a Ungariei”.